# Manischeh
Manīžeh (persisch منیژه, DMG Manīža, auch Manīže) – wird auch Manija, Manije und Manijeh transkribiert – ist ein alter persischer weiblicher Personenname und bezeichnet eine Figur der iranischen Mythologie. Im Iran, in Afghanistan und in Tadschikistan ist der Name heute noch sehr beliebt. 

## Manīžeh im Schāhnāme – Sage XXI -
Manīžeh (bei Rückert Menizhe) war im Persischen Reich eine Göttin und Königin, Tochter von Afrasiab (persisch افراسیاب). Von ihrem Leben berichtet der persische Dichter Firdausi im Schāhnāme, dem alten persischen Königsbuch. Manīžeh verliebt sich unsterblich in Bīžan (bei Rückert Bizhen), den Sohn von Gēv und Bānu Gošasb, der Tochter von Rostam. Afrasiab, der Vater von Manīžeh und König von Turan, zieht mehrfach gegen Iran in den Krieg und ist u. a. für den Tod Schah Nowzars und des iranischen Helden Siyawasch, Sohn des Schahs Kai Kawus, verantwortlich. Als Afrasiab von der heimlichen Liebe seiner Tochter zu dem Iraner Bīžan erfährt, lässt er diesen verhaften und in einen Brunnen werfen. Manīžeh wird aus dem Palast geworfen. Sie flieht zu dem Brunnen, in dem Bīžan gefangen gehalten wird, gräbt einen Tunnel zu dem Brunnen und bringt Bīžan Lebensmittel, die sie in der nahe liegenden Stadt für sich und ihren Geliebten erbettelt. Der Schah von Iran erfährt von dem Verschwinden von Bīžan und entsendet Rostam ihn zu suchen. Rostam befreit Bīžan aus dem Brunnen und ermöglicht den Liebenden die Flucht in den Iran.
Mit der Geschichte von Bīžan und Manīžeh hat Firdausi eine Geschichte von bedingungsloser Liebe und Treue in sein Versepos integriert. Die beiden Liebenden überwinden die Feindschaft ihrer Völker und bleiben auch in der Not vereint. Manīžeh, die Königstochter, gibt für ihren Geliebten Reichtum und ein sorgenloses Leben auf, und lebt als Bettlerin, um ihren in einem Brunnen gefangenen Bīžan versorgen zu können. Mit Manīžeh ergänzt Firdausi das Bild der Frau im Schāhnāme um eine weitere Facette: die sich aufopfernd Liebende.